# Kira Linn
Kira Linn (* 1993 in Wiesbaden) ist eine deutsche Jazzmusikerin (Baritonsaxophon, Bassklarinette, auch Gesang, Komposition).

## Leben und Wirken
Linn, die in Wiesbaden aufwuchs, begann mit 10 Jahren Tenorsaxophon zu spielen. Sie besuchte das Gymnasium am Mosbacher Berg in Wiesbaden und wechselte 2008 auf das Baritonsaxophon. Bereits während der Schulzeit sammelte sie Bigband-Erfahrungen in der Schulband IKS Swing Kids der Immanuel Kant Schule in Rüsselsheim, aber auch im LandesJugendJazzOrchester unter Leitung von Wolfgang Diefenbach bei Konzerten (u. a. mit Dianne Reeves) und Tourneen nach Südafrika und New York City.
Nach dem Abitur 2012 nahm Linn weiter Unterricht bei Michael Schlöder und Heinz-Dieter Sauerborn, um dann das „Vorstudium Jazz“ bei André Nendza an der Jazzhausschule in Köln zu absolvieren. Von 2013 bis 2017 studierte sie an der Hochschule für Musik Nürnberg bis zum Bachelor Jazz-Saxophon und Pädagogik bei Klaus Graf, Steffen Schorn und Stefan Karl Schmid. Seit 2018 ist sie im Masterstudiengang am Jazzcampus in Basel mit dem Schwerpunkt Jazzkomposition eingeschrieben, wo sie Guillermo Klein, Domenic Landolf und Mark Turner unterweisen. Von 2018 bis 2020 gehörte sie zum Bundesjazzorchester, mit dem sie auch Konzerte in den USA und Israel gab.
Neben Engagements in kleinen Besetzungen spielte sie regelmäßig mit dem Sunday Night Orchestra und dem Swiss Jazz Orchestra, aktuell mit der Pascal Klewer Bigband. Seit 2016 leitet sie ihr Sextett („Linntett“), für das sie Stücke komponiert und arrangiert; mit dieser Formation erschien 2017 ihr Debütalbum Nature bei Double Moon Records. 2020 folgte das Album A Traveller’s Tale mit vielen Überraschungen, das der NDR als Jazz-CD der Woche vermerkte: es handele sich um einen markant arrangierten Klangkörper, „wie lange keiner zu hören war.“ Mit dessen dritten Album Illusion, dem Reife attestiert wurde, wurde sie auch international bekannt.
2018 trat Linn mit dem Linntett bei der Jazzwoche Burghausen auf, im Folgejahr mit SiEA; mit dieser Gruppe spielte sie auch bei Xjazz und beim Münchner Big Harry Festival. Mit Laura Totenhagen ist das Ensemble auf Jazz Montez Presents Vol. I zu hören. Beim Jungen Münchner Jazzpreis 2020 kam sie mit ihrem Linntett auf den dritten Platz. Weiterhin ist sie auf Alben der Florian Raepke Big Band, von Salome Moana und des Ensemble Kugelförmigkeit unter Leitung von Francesca Gaza zu hören und spielt im Basler Mingus Project.

## Diskographische Hinweise
- Linntett Nature (Double Moon Records 2017, mit Nino Wenger, Christopher Kunz, Lukas Großmann, Lukas Keller, Johannes Koch)[7]
- Pascal Klewer Bigband Chasing Memories (Unit Records 2019)
- SiEA (2019, mit  Patricia Römer, Antonia Dering, Theresa Zaremba, Frida Beck, Jutta Keeß, Bettina Maier, Amélie Haidt, Julia Hornung, Linda-Philomène Tsoungui)
- Linntett A Traveller’s Tale (Laika Records 2020, mit Nino Wenger, Christopher Kunz, Lukas Großmann, Lukas Keller, Johannes Koch sowie Domenic Landolf und Jorge Rossy)
- Linntett Illusion (Whirlwind Recordings 2023)[8]